# Mimudea renalis
Mimudea renalis là một loài bướm đêm trong họ Crambidae.